# Cerithiopsis nofronii
Cerithiopsis nofronii is een slakkensoort uit de familie van de Cerithiopsidae. De wetenschappelijke naam van de soort is voor het eerst geldig gepubliceerd in 1987 door Amati.